# 芳基醇脱氢酶
芳基醇脱氢酶（英語：aryl-alcohol dehydrogenase，EC 1.1.1.90 （页面存档备份，存于）），是一种以NAD+或NADP+为受体、作用于供体CH-OH基团上的氧化还原酶，化学式为:C1724H2742O511N458S14。这种酶能催化以下酶促反应：
芳基醇 + NAD+ {\displaystyle \rightleftharpoons } 芳基醛 + NADH + H+
芳基醇脱氢酶是一类特异性较弱的酶，能广泛作用于含有芳环或1-环己烯环的伯醇，但对短链脂肪醇仅具有极低反应活性或不具活性。芳基醇脱氢酶以苯甲醇为底物时酶促反应的米氏常数Km为220μM。芳基醇脱氢酶芳基醇脱氢酶主要参与5种代谢途径，包括：酪氨酸的代谢过程、苯丙氨酸的代谢过程、联苯的降解过程、甲苯和二甲苯的降解过程以及己内酰胺的降解过程。

## 结构研究
直至2007年末，这类酶仅有一个结构被解析，该结构在蛋白质数据库中的代码是1F8F。该结构是通过对乙酸钙不动杆菌（Acinetobacter calcoaceticus）体内的芳基醇脱氢酶进行的研究得到的。